# Долин, Георгий Прокопьевич
Георгий Прокопьевич Долин (17 февраля 1862 — 23 февраля 1918, Севастополь) — архитектор, гражданский инженер.

## Биография

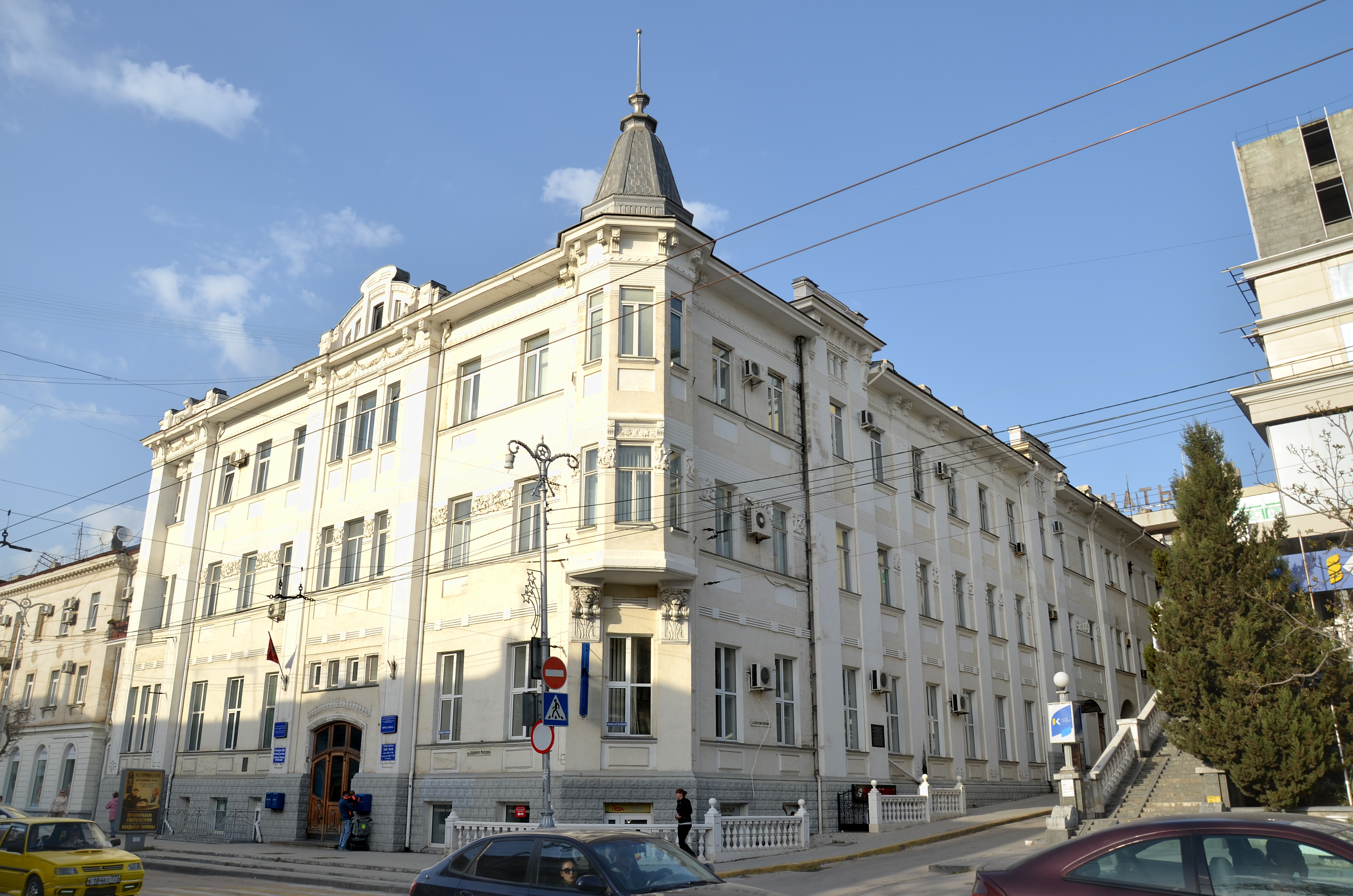
Главпочтампт Севастополя, построен по проекту Г. П. Долина в 1914 году

Родился с семье надворного советника. Окончил реальное училище во Владикавказе и Институт гражданских инженеров (1888) в Петербурге.
В 1889 назначен помощником Забайкальской областного архитектора. В 1890 почётный член Забайкальского областного попечительства детских приютов, с 1891 директор Забайкальского областного тюремного комитета. С 1892 областной архитектор. В июле 1893 назначен архитектором при Севастопольском градоначальнике.